# San Fernando (Masbate)
San Fernando é um município de  quinta classe de renda municipal (d) na província Masbate, nas Filipinas. De acordo com o censo de 1 de maio  de  2020 possui uma população de 21 600 pessoas e 5 521 domicílios.